# Onulfus van Hautmont
Onulfus van Hautmont, ook Onulfus Altimontensis, is een benedictijner monnik uit de abdij van Hautmont, die leefde omstreeks het midden van de 11e eeuw. Hij is slechts bekend via zijn hagiografische werken, waarvan de dateerbare redacties zich situeren tussen 1048-1054.

## Hagiografieën
- Vita sancti Popponis abbatis Stabulensis = Narrative Sources 1100 (olim O033). BHL 6898. Tekstuitgave: Bollandus J. en Henschenius G. eds., Acta Sanctorum Januarii II (1643) 637-652. Wattenbach W. ed., MGH Scriptores 11 (1854) 291-316.

Het werk vermeldt uitdrukkelijk de naam van de auteur. De vita werd opgetekend tussen 1049-1054 in opdracht van abt Everhelmus van Hautmont (†1069), die tevens een epiloog aan de vita toevoegde. De befaamde hagiograaf Goscelin van Sint-Bertijns ontleent uit dit werk voor diens Vita sanctae Amalbergae virginis.
- Vita sanctae Gudilae = Narrative Sources 570 (olim G201). BHL 3685. Tekstuitgave in: Acta Sanctorum Januarii I, 524-530; Ghesquières en Smetius, Acta Sanctorum Belgii Selecta V (1787) 716-734.

Deze hagiografie behandelt het leven van de heilige Goedele van Brussel. Ze werd geschreven tussen 1048-1051, wellicht in opdracht van bisschop Gerard I van Kamerijk (†1051). Het werk is anoniem, doch werd op basis van idiosyncratische indicaties en stylometrische analyse aan Onulfus van Hautmont toegeschreven. De vita sluit aan bij een hagiografische cyclus waaraan ook Hugo van Lobbes heeft meegewerkt.

## Tekstedities
- Vita sanctae Gudilae
- Vita sancti Popponis abbatis Stabulensis